# Oxycera albomicans
Oxycera albomicans är en tvåvingeart som beskrevs av Enrico Adelelmo Brunetti 1920. Oxycera albomicans ingår i släktet Oxycera och familjen vapenflugor.
Artens utbredningsområde är Pakistan. Inga underarter finns listade i Catalogue of Life.